# Campo Lameiro
Campo Lameiro es un municipio de la provincia de Pontevedra (Galicia, España). Campo Lameiro es la capital gallega del arte rupestre, con una importante colección de petroglifos ubicados en el parque arqueológico de Campo Lameiro.

## Situación
La capital es A Lagoa, entidad perteneciente a la parroquia de Campo, que está a 20 km de Pontevedra capital, a través de la carretera PO-223.

## Historia
Hacia mediados del siglo XIX, el lugar, ya por entonces con ayuntamiento propio, tenía contabilizada una población de 3394 habitantes. Aparece descrito en el quinto volumen del Diccionario geográfico-estadístico-histórico de España y sus posesiones de Ultramar de Pascual Madoz con las siguientes palabras:

CAMPO: ayunt. en la prov. de Pontevedra (3 leg.), part. jud. de Caldas de Reyes (2), aud. terr. y c. g. de las Coruña (17), dióc. de Santiago (6): sit. entre montañas, á la der. del r. Lerez: combátenle principalmente los aires del N. y S.; el clima es saludable, no esperimentándose otras enfermedades comunes, que algunas calenturas y dolores de costado. Comprende las felig. de San Miguel del Campo, San Cristoval de Couso, Sta. Mariña de Fragas, Sta. Maria de Moimenta, San Isidro de Montes y Santiago de Morillas. El ayunt. reside en el l. de la Feria del Campo, uno de los que componen la felig. de San Miguel. Confina el term. municipal N. con el de Baños de Cuntis; E. r. Lerez; S. ayunt. de Cotovad (part. de Puente-Caldelas), y O. el de Moraña. El terreno es montuoso, con algunas encañadas y de mediana calidad: tiene hácia el O. el monte llamado Acibal, y el de Conta al N., pobl. ambos de algunos árboles y abundante tojo. Cruza por el lím. E. y S. del térm. el mencionado r. Lerez, en el cual confluyen distintos arroyos, que por varios sitios descienden de las montañas; y en diferentes parages brotan aguas puras y saludables, que aprovechan los vec. para beber y otros usos. Ademas de los caminos locales, hay uno que dirige á los baños de Cuntis y otro á Pontevedra, hallándose en regular estado: el correo se recibe en San Jorje de Sacos tres veces á la semana. prod.: maiz, centeno, patatas, lino, vino y algunas frutas; se cria ganado vacuno, mular, de lana y cabrio; hay caza de liebres, conejos y volateria; y pesca de anguilas, truchas, y otros peces menudos. ind.: ademas de la agricola se cuentan los molinos suficientes para el servicio de los hab. pobl.: 700 vec., 3,394 alm. riqueza imp.: 143,858 rs. vn. contr.: 29,125 rs. El presupuesto municipal asciende á 9,000 rs., y se cubre por reparto entre los vec.; el secretario de ayunt. se halla dotado con 1,460 rs. anuales.
(Madoz, 1846, pp. 362-363)

Hasta la reforma de la nomenclatura municipal de 1916 el municipio se llamaba simplemente Campo. En dicha fecha su nombre fue modificado por el de Campo Lameiro.

## Geografía humana

### Demografía
Cuenta con una población de 1697 habitantes (INE 2024).
| Gráfica de evolución demográfica de Campo Lameiro entre 1842 y 2021 |
| |
| Población de derecho según los censos de población del INE Población de hecho según los censos de población del INEEn estos censos se denominaba Campo: 1842, 1857, 1860, 1877, 1887, 1897 y 1900 |

### Organización territorial
El municipio está formado por treinta y cuatro entidades de población distribuidas en seis parroquias:
- Campo[7] (San Miguel P.)[9][10]
- Couso[7] (San Cristóbal A.)[11][12]
- Fragas (Santa Marina P.)[13][14]
- Montes (San Isidro A.)[15][16]
- Morillas (Santiago P.)[17][18]
- Muimenta[7] (Santa María P.)[19][20]

## Fiestas
- Fiesta de San Isidro Labrador (15 de mayo).
- Fiesta del Aguardiente (junio).
- Fiesta de San Antonio (13 de junio).
- Fiesta de San Cristóbal de Couso (27 de julio).
- Fiesta de San Miguel (29 de septiembre).